# Гимназия с преподаване на чужди езици „Петър Богдан“
Профилирана гимназия с преподаване на чужди езици „Петър Богдан“ е средно училище в град Монтана.

## История
Профилирана Гимназия с преподаване на чужди езици „Петър Богдан“ е създадена на 20 април 1970 г. в град Монтана.
На 15 септември 1970 г. е открита първата учебна година. Първият директор на гимназията е Коста Барашаки, назначен на 21 юни 1971 г. Първото име на учебното заведение е „Политехническа гимназия с преподаване на немски език“ (ПГНЕ).
На 7 октомври 1971 г., гимназията се наименува „Роза Люксембург“. Първият патронен празник е честван на 5 март 1972 г.
През юли 1975 г., първият випуск на гимназията се дипломира с общ успех „много добър 5,45“.
През 1982 г. е назначено ново ръководство с директор – Петър Попов.
През септември 1983 г. е добавен профил „английски език“. Гимназията е преименувана на "ЕСПУ с преподаване на немски и английски език „Роза Люксембург“.
През септември 1987 г., английските паралелки стават две, а немските – три. Гимназията е преименувана на "Политехническа гимназия с преподаване на немски и английски език „Роза Люксембург“.
На 1 април 1992 г., за директор е избрана Диана Янакиева.
На 7 май 1992 г., гимназията се преименува на "Гимназия с преподаване на чужди езици „Роза Люксембург“.
През септември 1992 г. е открита първата паралелка с френски език и е оборудван първият компютърен кабинет.
На 15 юли 1998 г., след конкурс, за директор на гимназията е избрана Пенка Ненкова.
На 1 ноември 1998 г., гимназията приема Петър Богдан за свой патрон.
На 22 март 1999 г., гимназията е оторизирана за работа по немска езикова диплома.
На 27 април 2000 г. са обявени резултатите от първия изпит за немска езикова диплома. От 15 ученици, 14 са носители на дипломата.
На 20 май 2000 г., гимназията получава почетен знак от община Монтана.
През 2001 г. е създадена вокалната формация „Торлашки напеви“.
През септември 2002 г., испанският е въведен като втори изучаван език в гимназията.
През 2016 г. гимназията е преименувана от ГПЧЕ на ПГПЧЕ, тъй като е въведен нов образователен закон.

## Изучавани езици
В училището се изучават езиците: немски, английски, руски и френски.